# Mariya Nishiuchi
Mariya Nishiuchi (西内 まりや Nishiuchi Mariya?,  nacida el 24 de diciembre de 1993 en la prefectura de Fukuoka) es una actriz, cantante, compositora y modelo japonesa.

## Filmografía

### Serie de televisión
| Año  | Título                        | Función             | Red             |
| ---- | ----------------------------- | ------------------- | --------------- |
| 2008 | Seigi Ningún Mikata           | Tomoka Moriyama     | NTV             |
| 2008 | Scrap Teacher                 | Mariya Ueno         | NTV             |
| 2011 | Switch Girl!!                 | Nika Tamiya         | Fuji Televisión |
| 2012 | Great Teacher Onizuka         | Miki Katsuragi      | Kansai          |
| 2013 | Yamada-kun y las siete brujas | Urara Shiraishi     | Fuji Televisión |
| 2014 | Smoking Gun                   | Sakurako Ishinomaki | Fuji Televisión |
| 2015 | Hotel Concierge               | Tōko Amano          | TBS             |

### Películas
| Año  | Título             | Función       | Notas                      |
| ---- | ------------------ | ------------- | -------------------------- |
| 2008 | La brújula dorada  | Laila Berakua | Función principal, doblaje |
| 2012 | One Piece Film: Z  | Marin         | Reparto de voz             |
| 2015 | World of Delight   | Rika Hitomi   | Función principal          |
| 2016 | Cutie Honey: Tears | Cutie Miel    | Función principal          |

## Discografía

### Singles
| Título               | Fecha de liberación     | Máximo lugar en listas |
| -------------------- | ----------------------- | ---------------------- |
| "Love Evolution"     | 20 de agosto de 2014    | 19                     |
| "7 Wonders"          | 28 de enero de 2015     | 13                     |
| "Arigatō Forever..." | 6 de mayo de 2015       | 10                     |
| "Save Me"            | 28 de octubre de 2015   | 16                     |
| "Chu Chu / Hello"    | 25 de mayo de 2016      | 18                     |
| "Belive"             | 8 de septiembre de 2016 | 11                     |

## Revistas
- Nicola, Shinchosha 1997, modelo exclusiva de 2007 a 2010[6]
- Seventeen, Shueisha 1967-, modelo exclusiva de 2010 a 2015[7]